# Gerónimo Repossi
Gerónimo Repossi, a volte scritto Rapossi (fl. XX secolo), è stato un arbitro di calcio argentino, internazionale negli anni 1920.

## Carriera
Repossi arbitrava in Argentina già nella Copa Campeonato 1920; nel 1921 esordì in una competizione internazionale, arbitrando durante il Campeonato Sudamericano; Paraguay-Uruguay del 9 ottobre fu l'unica partita da lui diretta. Nel 1925 partecipò a Argentina 1925, ove diresse due incontri: Brasile-Paraguay del 6 dicembre e Paraguay-Brasile del 17 dicembre. Nello stesso anno fu anche chiamato ad arbitrare un altro incontro internazionale, la Copa Rosa Chevallier Boutell del 12 luglio; nel 1926 fu impiegato in entrambe le competizioni nazionali di quell'anno, la Copa Campeonato della Asociación Argentina de Football e la Primera División della Asociación Amateurs de Football. Nella prima di queste debuttò il 18 luglio, arbitrando Boca Juniors-Del Plata; nella seconda diresse solo il 3 marzo 1927, durante Independiente-Boca Juniors. Nel campionato 1927 esordì dirigendo San Lorenzo-Vélez Sarsfield il 20 marzo, giorno della 1ª giornata. Nella Primera División 1928 fu impiegato per la prima volta in occasione di Estudiantes Buenos Aires-Racing Club, sospesa all'87º. Nel Concurso Estímulo 1929 non fu utilizzato, così come nella Primera División 1930. Prese parte, poi, alla Primera División 1931, la prima edizione professionistica del campionato argentino, organizzata dalla Liga Argentina de Football. In tale competizione debuttò il 25 ottobre 1931, al 22º turno, arbitrando San Lorenzo-Racing Club: al termine del torneo contò 2 presenze.